# Xystrocera velutina
Xystrocera velutina es una especie de escarabajo longicornio del género Xystrocera, categorizada en la tribu Xystrocerini, de la subfamilia Cerambycinae. Fue descrita por Jordan en 1894.

## Descripción
Mide 18-30 mm de longitud.

## Distribución
Se distribuye por Camerún, Costa de Marfil, Gabón, Ghana, Guinea Ecuatorial, República Democrática del Congo y República del Congo.